# Axius werribee
Axius werribee is een tienpotigensoort uit de familie van de Axiidae. De wetenschappelijke naam van de soort is voor het eerst geldig gepubliceerd in 1979 door Poore & Griffin.